# Miróbriga

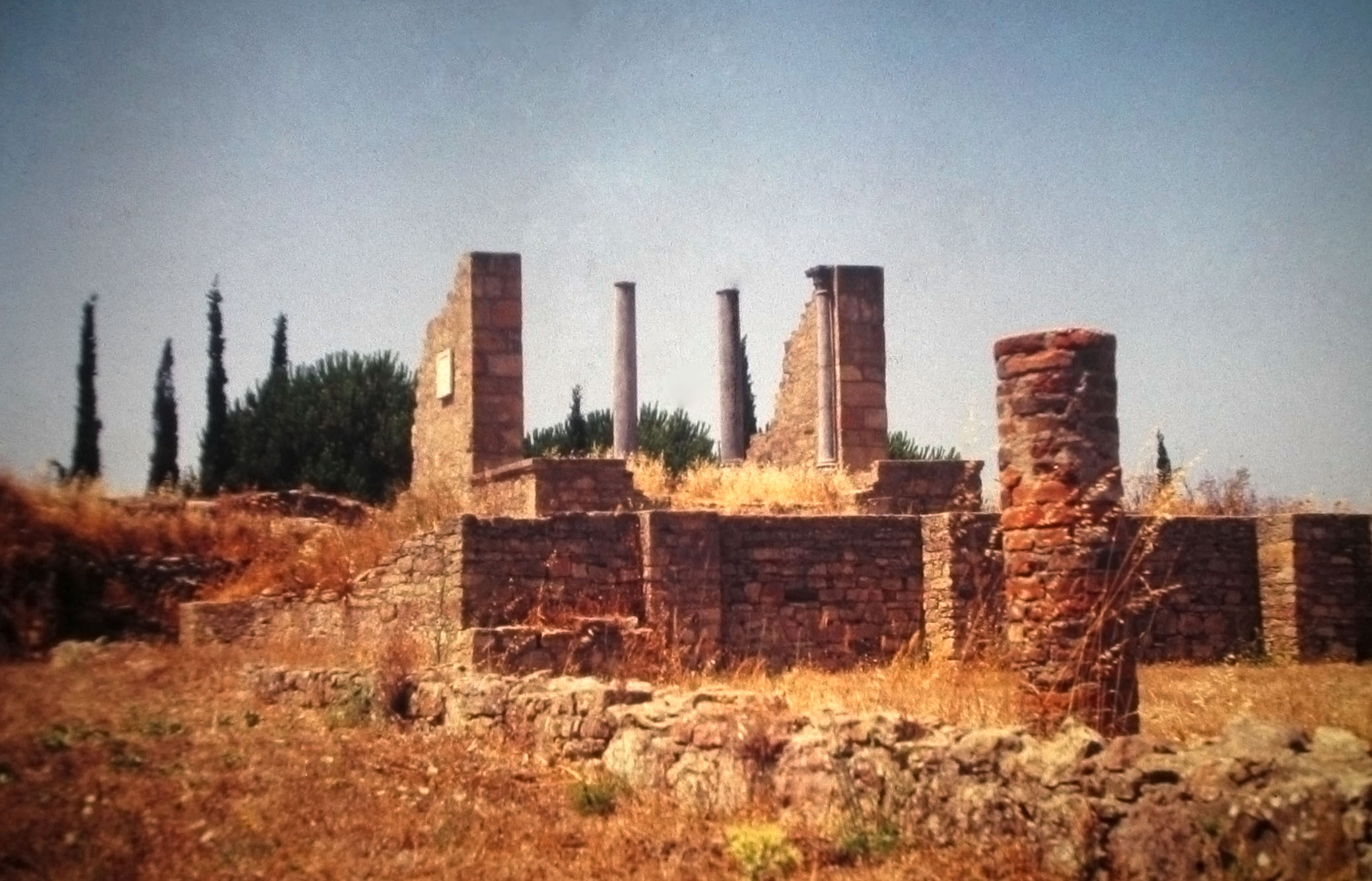
Miróbriga

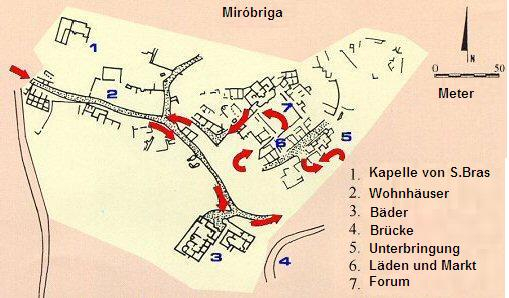
Miróbriga

Miróbriga war in römischer Zeit eine Stadt, möglicherweise sogar ein Municipium, in der Provinz Lusitania. Das Gelände gehört heute zum Gebiet der Stadt Santiago do Cacém, einer Kreisstadt des Distriktes Setúbal in der Region Alentejo, etwa 150 km südlich von Lissabon. Zum Küstenort Sines sind es etwa 15 km. In Santiago do Cacém leben etwa 20.000 Einwohner. Die Fläche der Gemeinde beträgt etwa 120 km².
Das antike Miróbriga liegt etwa einen Kilometer östlich der modernen Gemeinde, und ebenso wie diese auf einer Anhöhe, von der die Ebene bis zur 15 km entfernten Küste überschaubar ist. Zu den römischen Minen von Caveira, Mina de São Domingos und Aljustrel ist es jeweils etwa eine Tagesreise ins Landesinnere. Die nächste römische Stadt war Cetóbriga (heute Setúbal), 35 km nördlich.

## Geschichte
Die ersten Siedlungsspuren im Gebiet von Miróbriga sind vorrömischen Ursprungs. Untersuchungen der 1880er Jahre fanden Spuren aus dem 9. Jahrhundert v. Chr., eine kontinuierliche Besiedlung bestand ab dem 4. Jahrhundert v. Chr. Diese eisenzeitliche Siedlung lag auf dem so genannten „Castelo Velho“, der Anhöhe auf der später das Forum errichtet wurde. Die Bebauung war von einer Wallanlage umgeben, Reste davon sind östlich des Hügels erhalten. Es wird sich um eine ibero-keltische Höhensiedlung der Castrokultur gehandelt haben. Das zeigt sich am Suffix „–briga“ der typisch ist für keltische Siedlungen auf der Iberischen Halbinsel, es finden sich mehr als 100 eisenzeitliche Orte mit diesem Namen. Das Präfix „Miro“ lässt sich eventuell vom Fluss Mira weiter südlich ableiten.
Der antike Autor Plinius erwähnt Miróbriga in seinem Werk Historia naturalis, dort wird Miróbriga als Oppidum, im Kontext mit Olisipo und Salacia aufgezählt. In römischer Zeit gehört Miróbriga zur kaiserlichen Provinz Lusitania mit der Hauptstadt Augusta Emerita/Mérida. Inwieweit der Ort in die Provinzverwaltung eingebunden war, ist umstritten. Nach Meinung Almeidas war Miróbriga ein Municipium, dies ist jedoch inschriftlich nicht gesichert und steht auch im Widerspruch zur Darstellung des Plinius. Ob Miróbriga ein Municipium war, ist schwer zu sagen, möglicherweise wurde Mirobriga im Zuge einer großangelegten Verleihung des Latinischen Rechts durch Vespasian in diesen Status erhoben. Das bisher gefundene Siedlungsareal ist relativ klein für eine Stadt, die die Bedeutung eines Municipiums innegehabt haben soll. Auch die Lage, etwas abseits der Straßen, die zur Hauptstadt Augusta Emerita führten, erscheint ungeeignet Miróbriga als überregionales Zentrum zu sehen. Dass es jedoch einen gewissen Rang innegehabt haben muss, zeigen die Weihinschriften zweier Beamter, in denen von einem splendidissimus ordo die Rede ist. Damit kann von einer gewissen Oberschicht, wohl auch von einem ordo decurionum, einer Art lokalem Senat, ausgegangen werden. Die Bevölkerungszahl dürfte bei etwa 2500 Menschen gelegen haben, eine Zahl, die einer durchschnittlichen römischen Siedlung entsprechen dürfte.
Nach einer Feldbegehung durch William Biers in den achtziger Jahren lag die Ausdehnung bei etwa 2,8 Hektar. Inwiefern Miróbriga sakrale Bedeutung zukommt ist schwierig zu sagen. Neben dem Zentraltempel auf dem Forum, der wohl dem Kaiserkult geweiht war, gibt es noch einen kleineren, wahrscheinlich der Venus geweihten Tempel. Eine eventuelle Deutung durch Biers als „Wallfahrtsort“ ist noch unbegründet. Der römische Einfluss beginnt bereits in den Zeiten der punischen Kriege, gegen Ende des 3. Jahrhunderts v. Chr. Die keltischen Wurzeln werden betont, wie ein Grabstein aus dem 2. Jahrhundert belegt. Auf ihm bezeichnet sich Caius Porcius Severus als Miróbrigischer Kelte (celticus mirobrigensis).
In der Zeit der eventuellen Ernennung Miróbrigas zum municipium in flavischer Zeit setzt eine umfangreiche Bautätigkeit ein. Die Anlage des Forums und gepflasterter Straßen fallen in das dritte Viertel des 1. Jahrhunderts, ein Zeichen des wirtschaftlichen Aufschwungs nach den Zeiten des Bürgerkrieges. Die Ostbäder und kurz darauf auch das Hippodrom werden Anfang des 2. Jahrhunderts errichtet, die Datierung basiert hier auf südgallischer Terra Sigillata, während die Errichtung der Westbäder Ende des Jahrhunderts geschieht und durch nordafrikanische Keramik geprägt wird. Eine Umbauphase des Hippodroms lässt sich für das erste Drittel des dritten Jahrhunderts annehmen, Münzen von Alexander Severus (222–235) fanden sich. Die Blütezeit Miróbrigas scheint sich von flavischer Zeit bis zum Ende des 3. Jahrhunderts zu erstrecken. Aus dem 4. Jahrhundert gibt es kaum noch Funde, es fand sich lediglich etwas Keramik vom Ende des Jahrhunderts, diese jedoch nicht im Forumsgebiet, sondern im Bereich der Wohnbauten in der Nähe der Kapelle São Bras aus dem 17. Jahrhundert.

## Forschungsgeschichte
Die römischen Ruinen waren bekannt, dienten sie doch zu allen Zeiten als Lieferant für Baumaterialien für die Bewohner der nahe gelegenen Ortschaften. Im 16. Jahrhundert sieht der Humanist André de Resende in den Ruinen vor den Toren Santiagos das antike Merobrica, das von Plinius in der Naturgeschichte erwähnt wird. Im Jahr 1597 erscheint Resendes Werk „De antiquitatibus lusitaniae“, in dem er, gestützt durch verschiedene hier gefundene Inschriften, die vorliegende antike Stadt als Miróbriga identifiziert. Auch inschriftlich ist der Name Miróbriga für die Gegend belegt, der bereits erwähnte Grabstein des Caius Porcius Severus nennt als Herkunft Miróbriga.
Die ersten Ausgrabungen fanden Anfang des 19. Jahrhunderts auf Anweisung des Erzbischofs von Èvora, Dom Friar Manuel do Cenáculo statt, eine wissenschaftliche Untersuchung der Befunde unterblieb jedoch; die Funde vergrößerten die Privatsammlung des Bischofs. Die erste Publikation wurde 1914 durch J. Leite de Vasconcelos veröffentlicht. Weiter untersucht wurde das Gebiet zwischen 1922 und 1948 durch den in Santiago do Cacém geborenen Dr. Cruz e Silva und später von Fernando de Almeida, einem der bedeutenden Archäologen Portugals. Er arbeitete in den Jahren 1959 bis 1978 in Miróbriga. Eine Zwischenbilanz zieht Almeida in seinem 1964 erschienenen Buch „Ruinas de Miróbriga dos Célticos“, eine abschließende Veröffentlichung war aufgrund seines verfrühten Todes nicht möglich. Unter seine Verantwortung fallen auch die umfangreichen, allerdings teilweise fragwürdigen Restaurierungen der Bäderanlage und des Forums.
In den 1980er Jahren bildete sich dann eine internationale Forschungsgruppe von Archäologen aus den USA und Portugal. Das gesamte Areal wurde neu untersucht, inklusive des Hippodroms südlich der Siedlung. Den Abschluss dieser Untersuchungen markierte die bisher zusammenfassendste Monographie über Miróbriga, veröffentlicht von William Biers und anderen in der Reihe Oxford International Series, Nummer 451 aus dem Jahr 1988. Funde aus den Grabungen sind ausgestellt im Städtischen Museum in Santiago do Cacém und im neu errichteten Museum im Grabungsgelände. Verwaltet werden das Museum und die komplett begehbare Fläche vom Portugiesischen Institut für Architektonisches Erbe - IPPAR (Instituto Português do Património Arquitectónico). Zuletzt fanden von 2006 bis 2010 in Miróbriga Grabungen statt. Unter Leitung von Felix Teichner wurde vornehmlich das Wohnareal südlich der Thermen untersucht.

## Die Siedlung

### Das Forum
Das städtische Forum wurde auf dem höchsten Punkt der Siedlung errichtet, dort wo bereits die eisenzeitliche Siedlung gefunden wurde. Es liegt etwa 250 m über Meereshöhe, von hier lässt sich das komplette Umland bis zur Küste überblicken.
Wie in einer römischen Stadt üblich, bildete das Forum das Zentrum des öffentlichen Lebens. Mittelpunkt war ein relativ kleiner, offener Platz von etwa 22 × 25,5 m Größe, welcher mit Kalksteinplatten gepflastert war. Datiert wird die Anlage durch Funde von südgallischer Terra Sigillata in die flavische Zeit.

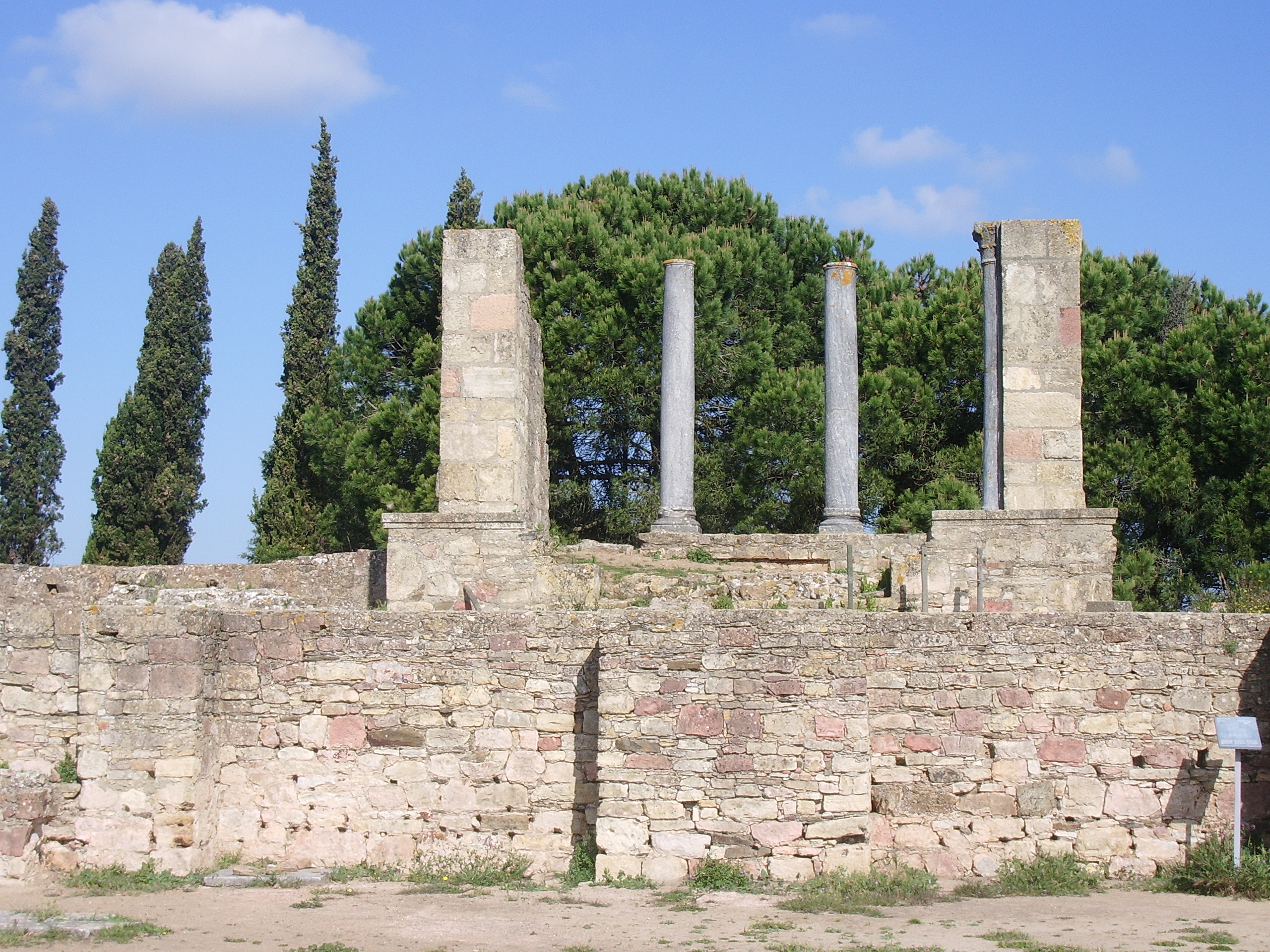
Forumstempel

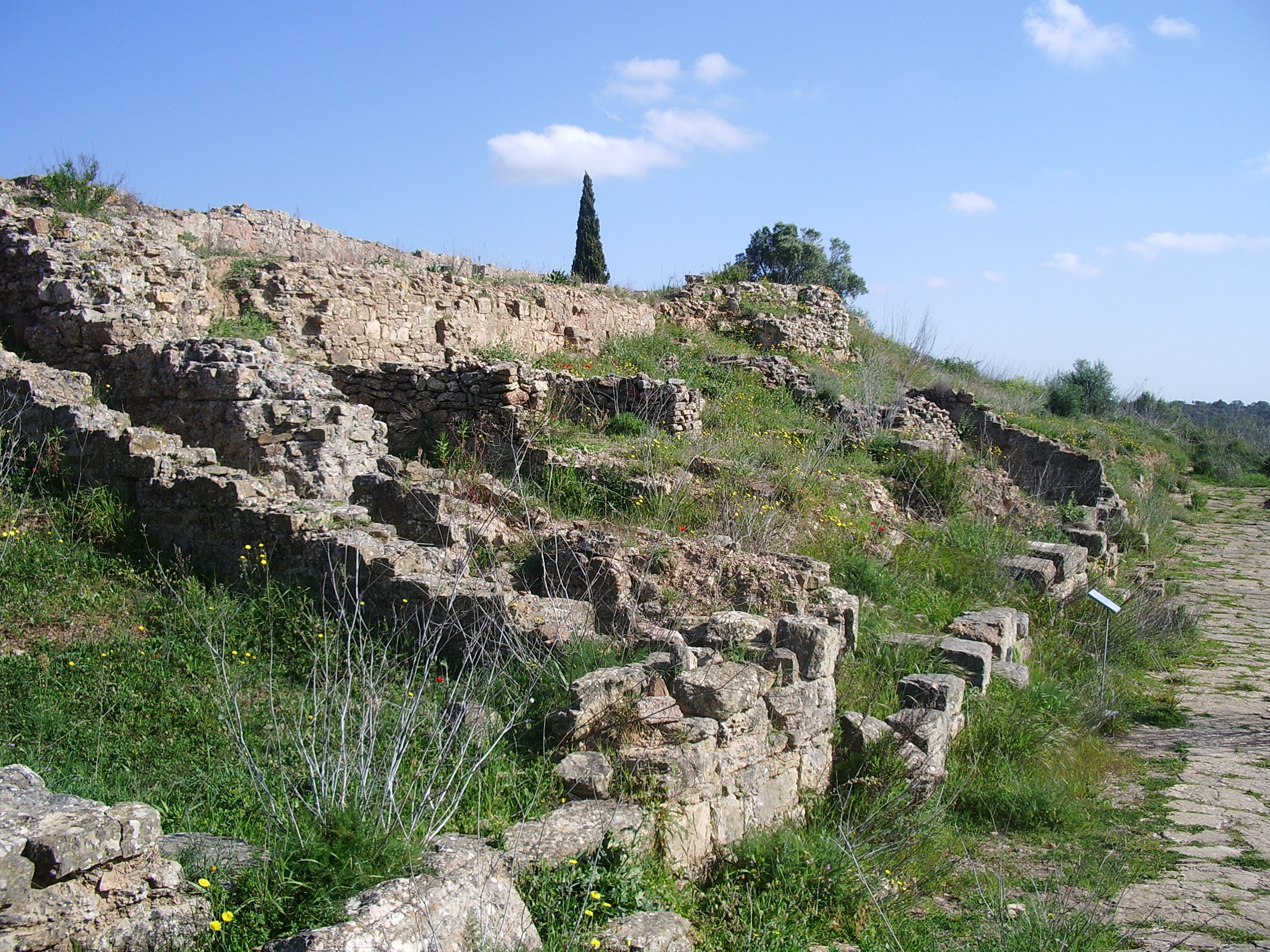
Reste von Läden

Dominiert wird dieser Platz von einem Podiumstempel mit L-förmigen Flügeln, die zusammen eine komplette Seite des Forums einnehmen. Es handelt sich um einen Antentempel von etwa 10 × 8 m Größe mit zwei seitlichen Treppen als Aufgang. Er diente wahrscheinlich dem Kaiserkult. In den 1960er Jahren wurde er durch Almeida wieder errichtet, wobei er auch Architekturteile aus dem Thermenbereich verbaute. Leider sind seine Rekonstruktionen nicht immer wissenschaftlich dokumentiert, so dass sich dem heutigen Besucher von Miróbriga ein verfälschtes Bild der antiken Stadt zeigt. Der Zentraltempel ist es auch, der den höchsten Punkt des Hügels bestimmt. Alle anderen Bauten sowie der Forumsplatz liegen eine Ebene tiefer. Möglich wurde dies durch eine Terrassierung, in dem die Fläche für die einzelnen Gebäude, primär tabernae im Süden und Westen, teilweise in den Fels geschnitten wurde.
Ein weiteres wichtiges Gebäude ist der an der Westseite des Forums gelegene Venustempel. Es handelt sich hier um einen dreischiffigen Tempel von 10 × 15 m mit einer Apsis im Mittelschiff, in der auch die Basis eines Altars gefunden wurde. Die Bedeutung der Venusverehrung wird durch den Fund von zwei Weiheinschriften an Venus und Fragmenten einer Venusfigur unterstrichen. Südlich des Forums liegt ein über dreißig Meter langes Gebäude, wahrscheinlich mindestens zwei Stockwerke hoch. Im Gebäude selbst finden sich mehrere Zwischenwände, vermutlich handelt es sich um eine Markthalle.

### Die Bäder

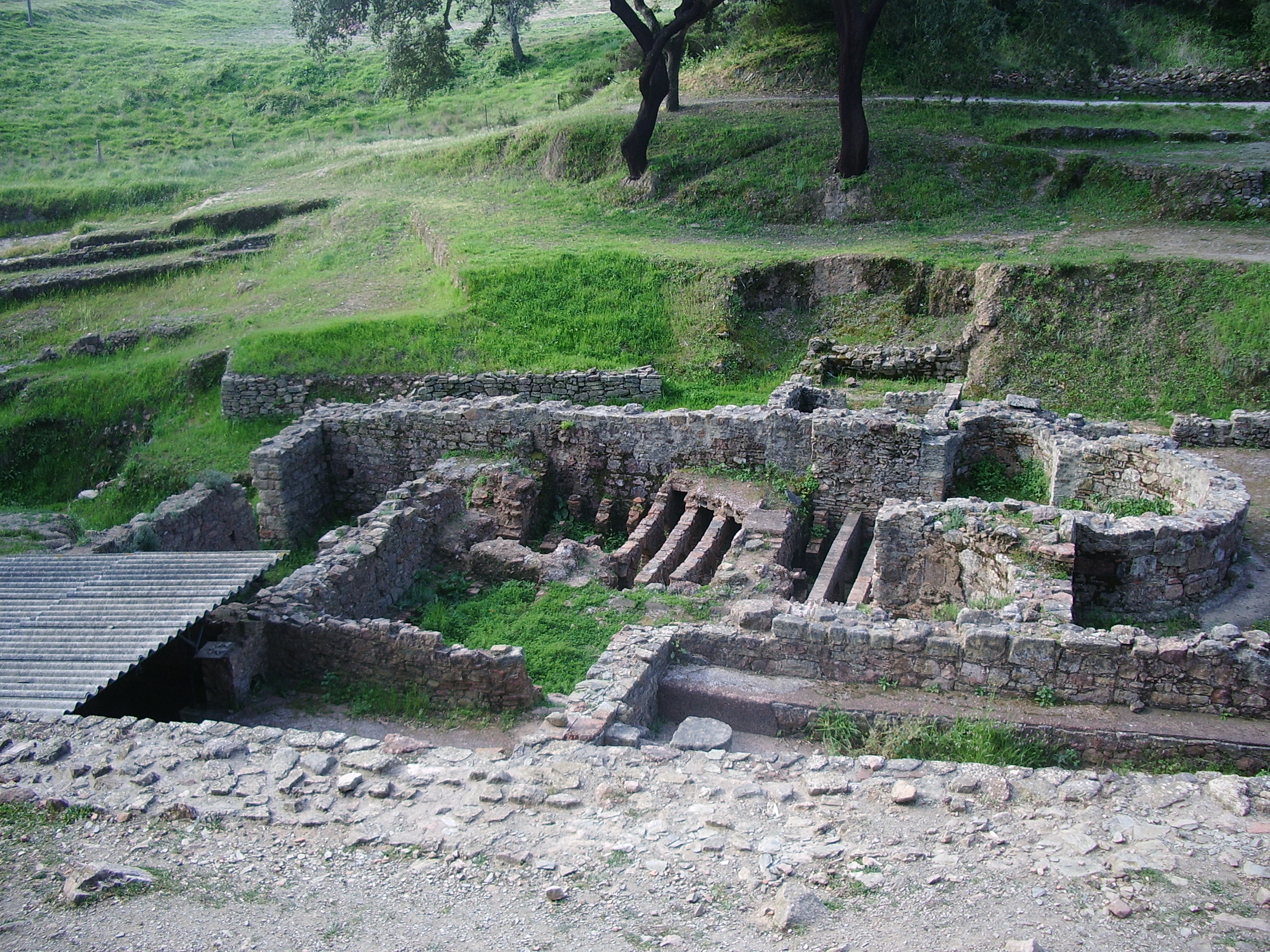
Thermen von Miróbriga

Die Thermen Miróbrigas liegen südwestlich des Forumshügels, am tiefsten Punkt der Siedlung, etwa 20 m unter dessen Niveau.
Es handelt sich bei den Thermen um zwei Gebäudekomplexe, die zusammen 1100 m² Fläche einnehmen. Man kann sehen, dass die Westthermen eine größere Fläche einnehmen, zumal bisher noch nicht der komplette Komplex ergraben ist. Zuerst wurden die Ostthermen errichtet, etwa zu Beginn des 2. Jahrhunderts, gegen Ende des gleichen Jahrhunderts folgten die Westthermen. Da sie sich jedoch auf dieselbe Infrastruktur stützen, wird angenommen, dass der Plan zur Errichtung der Thermen zeitgleich entstand. Die Versorgung mit Wasser wurde durch einen höher gelegenen Wassertank gewährleistet, der vermutlich von einer nahen Quelle gespeist wurde. Der Grundriss der Anlage entspricht der normalen Aufteilung einer Bäderanlage der Westprovinzen mit verschiedenen Wasserbecken, Schwitzräumen, Warm- und Kaltbädern, Ankleideräumen und Latrinen. Errichtet wurden beide Badteile in opus-incertum-Bauweise, außen verputzt und innen stuckiert, der Bodenbelag bestand aus opus signinum.

### Die Wohnhäuser und Straßen
Die Straßen Miróbrigas orientieren sich an den landschaftlichen Gegebenheiten und konnten nicht nach einem hippodamischen System angelegt werden, was sich aus der Tatsache ergibt, dass sich die römische Siedlung aus der eisenzeitlichen entwickelt hat. Als Mittelpunkt dient das Forum, das sich über alle anderen Bauten erhebt. Hier lag auch die keltische Siedlung. Von dort aus windet sich eine Straße den Hügel hinab, die nach etwa 100 m zu Beginn der Wohnbauten von einer weiteren gekreuzt wird. Die Straße Richtung Norden führt weiter hangabwärts, ihr Ende ist noch nicht ergraben. Die südliche Verlängerung führt zu den Thermen bzw. an den Thermen vorbei, überquert eine Brücke, vermutlich aus dem 1. Jahrhundert n. Chr., und führt weiter in ein ebenfalls noch unerforschtes Wohngebiet. An der Strecke Richtung Westen liegen weitere Wohnhäuser. Alle Straßen sind mit etwa drei Meter großen Kalksteinplatten gepflastert, die ohne Substruktion auf der Erde aufliegen. Teilweise flankieren kleine Kanäle die Straßen zur Entwässerung. Die Unregelmäßigkeit im Gelände lässt die Grundstücksgrößen erheblich variieren, Höhenunterschiede, die sich durch die Hanglage ergeben, werden durch Stufen ausgeglichen. Die teilweise mehrstöckigen Wohnhäuser und Läden haben sich einfach längs der Straßen angelehnt, von kleineren Querstraßen ist nichts bekannt. Die Wohngegend Miróbrigas lag vermutlich vornehmlich im Westen und südlich der Bäder. Südöstlich des Forums kann eine Art Herrenhaus mit hochwertigerer Ausstattung lokalisiert werden, was eventuell eine bessere Wohngegend darstellen könnte. Wie weit die Ausdehnung des Wohngebiets reichte, ist noch nicht gänzlich bekannt, eine Feldbegehung durch Biers in den 1980er Jahren zeigte eine maximale Ausdehnung der Fundstreuung von 2,8 Hektar. Definitiv sicher ist jedoch, dass die bisher bekannten Wohnhäuser nicht für die Stadtbevölkerung ausreichend sind, es also noch weitere Häuser geben muss. Die westliche Wohngegend, die an der Straße zum heutigen Museum liegt, zeigt eine kontinuierliche Nutzung vom ersten bis ins vierte Jahrhundert, sie liefert die jüngsten römischen Funde in Miróbriga.

### Der Circus
Als einziges bekanntes Hippodrom im heutigen Portugal stellt das von Miróbriga eine Besonderheit dar. Entdeckt wurde es 1949 von Dr. Cruz e Silva, als es bei Straßenbauarbeiten angeschnitten wurde. Ausgegraben wurde es dann von Almeida und der Portugiesisch-Amerikanischen Grabungsgemeinschaft. Der Circus liegt etwa 1 km südlich der Siedlung, das ebenere Gelände hier ist geeigneter als das wellige Profil in Stadtnähe. Eine (noch nicht gefundene) Straße dürfte beides miteinander verbunden haben. Der Eingang zum Hippodrom liegt im Südteil der Nordost-Südwest ausgerichteten Anlage. Die Errichtungszeit liegt am Anfang des 2. Jahrhunderts, eine Umbauphase ist für das zweite Drittel anzunehmen. Die Maße betragen etwa 359 m Länge und 77 m Breite. Das entspricht in etwa dem Durchschnitt solcher Anlagen, wie etwa in Mérida oder Toledo und erreicht sogar eine größere Ausdehnung als das in Tarraco (Tarragona). Dies lässt eine überregionale Bedeutung vermuten. Die spina und die Umfassungsmauern sind im Fundament erhalten, sie waren in opus caementitium errichtet. Auf der Südseite fand Almeida Spuren von Ställen und Unterstellplätzen für Tiere und Wagen. Von den Zuschauerrängen ist nichts erhalten, sie waren sicherlich aus Holz errichtet.